# Velký Svatobernardský průsmyk
Velký Svatobernardský průsmyk (francouzsky Col du Grand-Saint-Bernard, italsky Colle del Gran Sand Bernardo) je nejnižším sedlem v hřebeni mezi dvěma nejvyššími alpskými horami Mont Blanc a Monte Rosa. Prochází jím státní hranice mezi Švýcarskem a Itálií.
Průsmykem prochází stará úzká silnice, která je pro automobilový provoz otevřená jen v létě. Využívá se téměř výhradně pro turistické účely. Hlavní silnice pro dálkovou dopravu vede od roku 1964 placeným tunelem pod průsmykem a je v provozu celoročně.

## Historie
Průsmyk byl známý již v době bronzové, v antice přes něj vedla římská horská silnice. Keltští bojovníci přes něj přešli roku 390 před naším letopočtem, když obsazovali severní Itálii. Traduje se, že v roce 218 před naším letopočtem přešel přes průsmyk vojevůdce Hannibal se svým vojskem při vojenském manévru v rámci Punských válek. Téměř jisté však je, že Alpy překročil přes nižší sedlo Col de Montgenevre, případně Col du Mont Cenis.
Existence útulku pro pocestné procházející nebezpečnou trasou přes průsmyk je doložen již od 9. století. V polovině 11. století hospic obnovil a znovu založil Bernard z Manthon v místě nazývaném tehdy Mont-Joux. Od 12. století byl uctíván jako světec a hospic i průsmyk převzaly jméno svatého Bernarda.
Od 17. století se tu začali chovat tažní psi, ze kterých bylo vyšlechtěno plemeno nazývané bernardýn. V roce 1800 přešla průsmyk Napoleonova francouzská armáda do Itálie, obraz Napoleon překračuje Alpy s jezdeckým portrétem Napoleona ve Svatobernardském průsmyku se stal jedním z nejznámějších děl malíře Jacques-Louise Davida.